# Бжостово (Нижньосілезьке воєводство)
Бжостово (пол. Brzostowo) — село в Польщі, у гміні Крошниці Мілицького повіту Нижньосілезького воєводства.
Населення — 321 особа (2011).
У 1975-1998 роках село належало до Вроцлавського воєводства.

## Демографія
Демографічна структура станом на 31 березня 2011 року:
|          | Загалом | Допрацездатний вік | Працездатний вік | Постпрацездатний вік |
| -------- | ------- | ------------------ | ---------------- | -------------------- |
| Чоловіки | 170     | 45                 | 111              | 14                   |
| Жінки    | 151     | 29                 | 94               | 28                   |
| Разом    | 321     | 74                 | 205              | 42                   |